# تیر ۱۳۸۷
تیر ۱۳۸۷، چهارمین ماه سال ۱۳۸۷ هجری خورشیدی است.
آغاز آن شنبه، ۱ تیر ۱۳۸۷ برابر با ۲۱ ژوئن ۲۰۰۸ میلادی است.